# نریمانوو (باشقیرستان)
نریمانوو (انگلیسی: Narimanovo, Republic of Bashkortostan) یک شهرک در شهرستان چکماگوشفسکی استان باشقیرستان کشور روسیه است.